# Open de Yixing de snooker 2012
L'Open de Yixing 2012 est un tournoi de snooker classé mineur, qui s'est déroulé du 23 au 27 septembre 2012 au Sports Centre de Yixing en Chine. Il est sponsorisé par la société Chinoise Guotai Liquor.

## Déroulement
Il s'agit de la sixième épreuve du championnat européen des joueurs, une série de tournois disputés en Europe (10 épreuves) et en Asie (3 épreuves), lors desquels les joueurs doivent accumuler des points afin de se qualifier pour la grande finale à Galway.
L'événement compte un total de 99 participants (29 joueurs ont reçu un bye au premier tour). Le vainqueur remporte une prime de 10 000 £.
Stephen Lee a remporté le tournoi en dominant largement le favori local Ding Junhui en finale par 4 manches à 0. Il s'agit du dernier tournoi professionnel gagné par Lee avant son exclusion du circuit.

## Dotation
La répartition des prix est la suivante :
- Vainqueur : 10 000 £
- Finaliste : 5 000 £
- Demi-finaliste : 2 500 £
- Quart de finaliste : 1 500 £
- 8èmes de finale : 1 000 £
- 16èmes de finale : 600 £
- Deuxième tour : 200 £
- Dotation totale : 50 000 £

## Phases finales
|  | Quarts de finale au meilleur des 7 manches | Quarts de finale au meilleur des 7 manches | Quarts de finale au meilleur des 7 manches |             |              | Demi-finales au meilleur des 7 manches | Demi-finales au meilleur des 7 manches | Demi-finales au meilleur des 7 manches |  |  | Finale au meilleur des 7 manches | Finale au meilleur des 7 manches | Finale au meilleur des 7 manches |
|  |                                            |                                            |                                            |             |              |                                        |                                        |                                        |  |  |                                  |                                  |                                  |
|  |                                            | Jin Long                                   | 2                                          |             |              |                                        |                                        |                                        |  |  |                                  |                                  |                                  |
|  |                                            | Cao Yupeng                                 | 4                                          |             |              |                                        |                                        |                                        |  |  |                                  |                                  |                                  |
|  |                                            | Cao Yupeng                                 | 4                                          |             | Cao Yupeng   | 2                                      |                                        |                                        |  |  |                                  |                                  |                                  |
|  |                                            |                                            |                                            |             | Cao Yupeng   | 2                                      |                                        |                                        |  |  |                                  |                                  |                                  |
|  |                                            |                                            | Ding Junhui                                | 4           |              |                                        |                                        |                                        |  |  |                                  |                                  |                                  |
|  |                                            | Ding Junhui                                | Ding Junhui                                | 4           | 4            |                                        |                                        |                                        |  |  |                                  |                                  |                                  |
|  |                                            | Ding Junhui                                |                                            |             | 4            |                                        |                                        |                                        |  |  |                                  |                                  |                                  |
|  |                                            | Marcus Campbell                            | 2                                          |             |              |                                        |                                        |                                        |  |  |                                  |                                  |                                  |
|  |                                            |                                            |                                            |             |              |                                        |                                        |                                        |  |  |                                  | Ding Junhui                      | 0                                |
|  |                                            |                                            |                                            | Stephen Lee | 4            |                                        |                                        |                                        |  |  |                                  |                                  |                                  |
|  |                                            | Barry Hawkins                              | 3                                          |             |              |                                        |                                        |                                        |  |  |                                  |                                  |                                  |
|  |                                            | Xiao Guodong                               | 4                                          |             |              |                                        |                                        |                                        |  |  |                                  |                                  |                                  |
|  |                                            | Xiao Guodong                               | 4                                          |             | Xiao Guodong | 2                                      |                                        |                                        |  |  |                                  |                                  |                                  |
|  |                                            |                                            |                                            |             | Xiao Guodong | 2                                      |                                        |                                        |  |  |                                  |                                  |                                  |
|  |                                            |                                            | Stephen Lee                                | 4           |              |                                        |                                        |                                        |  |  |                                  |                                  |                                  |
|  |                                            | Robert Milkins                             | Stephen Lee                                | 4           | 1            |                                        |                                        |                                        |  |  |                                  |                                  |                                  |
|  |                                            | Robert Milkins                             |                                            |             | 1            |                                        |                                        |                                        |  |  |                                  |                                  |                                  |
|  |                                            | Stephen Lee                                | 4                                          |             |              |                                        |                                        |                                        |  |  |                                  |                                  |                                  |

## Finale
| Finale au meilleur des 7 manches Arbitre : ??? |                          |                        |
| Ding Junhui Chine                              | 0 - 4 ( - )              | Stephen Lee Angleterre |
| 0 31                                           | Centuries Meilleur break | 0 97                   |
| Stephen Lee remporte l'Open de Yixing 2012     |                          |                        |